# Skrzydłowiec

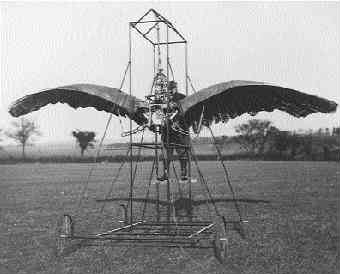
Skrzydłowiec z 1902

Skrzydłowiec Skybird konstruktora Seana Kinkade'a (1998) w powietrzu (animacja)

Skrzydłowiec (ornitopter) – aerodyna napędzana ruchem powierzchni nośnych pracujących tak, jak skrzydła u ptaków. Poza modelami, jedna z nielicznych praktycznych realizacji została dokonana przez profesora Jamesa DeLauriera z Uniwersytetu Toronto Institute for Aerospace Studies w 2006.
Pierwszy polski skrzydłowiec, Ornitopter Boratiniego, powstał w 1648.